# Bied (La Sagne)
Pour les articles homonymes, voir Bied.
Le Bied est un cours d'eau coulant dans le canton de Neuchâtel en Suisse, dans la vallée des Ponts et de la Sagne.

## Cours
Elle prend sa source dans la combe des Quignets à l'est de La Sagne. Elle coule ensuite dans la vallée des Ponts et de la Sagne. Elle finit son cours par la  Perte du Voisinage - une doline -  au sud-ouest des Ponts-de-Martel.